# 内藤元長
内藤 元長（ないとう もとなが、1584年 - 1600年）は、安土桃山時代の武将。

## 解説
内藤家長の次男。兄に内藤政長がいる。通称は小一郎。
慶長5年（1600年）、父家長らとともに伏見城に籠城し、小早川秀秋の軍勢と伏見城西の丸にて対峙し、壮烈果敢に奮戦するが力尽き、父家長、鳥居元忠らとともに戦死した。享年16。
この伏見城の戦いは、9月15日に行われる関ヶ原の戦いの前哨戦となり、西軍は伏見城に10日以上期間をかけたことから展開の遅れにつながった。
延岡市の亀井神社には、内藤家長・元長親子を讃え、没後300年を前にした明治32年（1899年）に旧延岡藩士らにより建立された「英霊気節厳霜烈日」と書かれた石碑がある（延岡藩主内藤家は政長を祖とする）。